# Indigofera trichopoda
Indigofera trichopoda är en ärtväxtart som beskrevs av Jean Baptiste Antoine Guillemin och Perr. Indigofera trichopoda ingår i släktet indigosläktet, och familjen ärtväxter. Inga underarter finns listade i Catalogue of Life.